# Speyeria edwardsii
Espèce
Speyeria edwardsii est une espèce nord-américaine de lépidoptères de la famille des Nymphalidae et de la sous-famille des Heliconiinae.

## Dénomination
Speyeria edwardsii a été nommé par Tryon Reakirt en 1866.
Synonymes : Argynnis edwardsii Reakirt, 1866.

### Noms vernaculaires
Speyeria edwardsii se nomme Edward's Fritillary en anglais.

## Description
C'est un papillon orange orné de noir, l'un des plus grands des Speyeria avec une envergure de 63 à 86 mm avec le bord de l'aile antérieure qui est concave. Le dessus est orange finement orné de marron, une bordure, une ligne submarginale de chevrons puis une ligne de taches dans de grands damiers orange, puis divers dessins.
Le revers des antérieures est plus clair avec la même ornementation, alors que les ailes postérieures sont de couleur verte ou gris-vert ornées de lignes de taches ovales argentées ou blanches et d'une ligne submarginale de marques blanches,.

### Chenille
La chenille est jaune ornée de lignes, noire sur le dessus, vertes sur les flancs.

## Biologie

### Période de vol et hivernation
Il vole en une génération de juin à début septembre.
Ce sont les chenilles au premier stade qui hivernent.

### Plantes hôtes
Les plantes hôtes de ses chenilles sont des Viola dont  Viola nuttallii et Viola adunca,.

## Écologie et distribution
Il est présent dans le centre de l'Amérique du Nord, au Canada dans l'Alberta, aux États-Unis dans  le Montana, le Wyoming, le Dakota du Nord et le Dakota du Sud, l'Utah et le Colorado,.
Son aire de résidence au Canada a beaucoup régressé, ainsi il n'a pas été observé au Minabota depuis 1934.

### Biotope
Il réside dans les champs et au bord des routes.

### Protection
Pas de statut de protection particulier.